# San Rafael (San Ramón)
San Rafael es un distrito del cantón de San Ramón, en la provincia de Alajuela, de Costa Rica.

## Geografía
San Rafael cuenta con un área de 30,69 km² y una altitud media de 1080 m s. n. m.

## Demografía
Para el año 2022, San Rafael cuenta con una población estimada de 10 328 habitantes, y para el último censo efectuado, en 2011, San Rafael contaba con una población de 9321 habitantes.

## Localidades
- Barrios: Tres Marías, Unión.
- Poblados: Alto Llano, Berlín, Calera, Chavarría, Llano Brenes, Orlich, Orozco, Pata de Gallo, Rincón de Mora, Rincón Orozco, San Joaquín, Zamora.

## Transporte

### Carreteras
Al distrito lo atraviesan las siguientes rutas nacionales de carretera:
- Ruta nacional 1
- Ruta nacional 135
- Ruta nacional 156
- Ruta nacional 703
- Ruta nacional 713
- Ruta nacional 714